# نظرة العالم الغربي لمصر القديمة

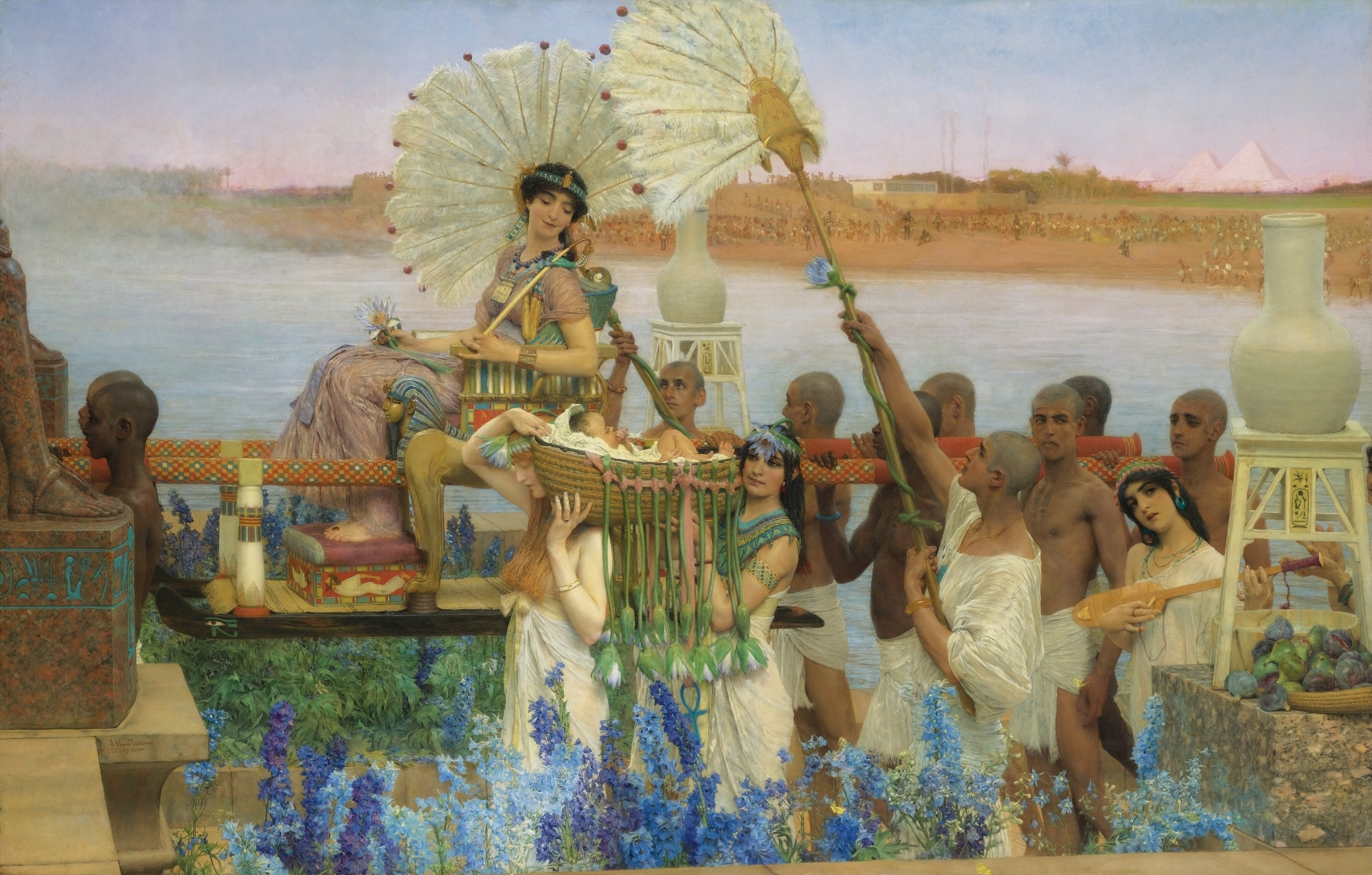

اتسمت مصر بصورة أسطورية في التقاليد اليونانية والعبرية في العالم الغربي. مثلت مصر بالفعل حضارة قديمة بالنسبة للأجانب، وتأثر تاريخ الأفكار بالفكرة المصرية بما فيه تاريخ مصر الفكري نفسه. انتقلت الثقافة المصرية إلى الثقافة الرومانية وما بعد الرومانية الأوروبية من خلال التصورات الهلنستية. قُرأت النصوص المصرية القديمة عندما فك جان فرانسوا شامبليون رموز اللغة الهيروغليفية المصرية في عشرينيات القرن التاسع عشر ما مكَّن العالم بما فيهم مصر نفسها من فهم حضارتها.
صوَّر العهد القديم مصر بأنها أرض استعباد لليهود في أواخر العصور القديمة. صار مصطلح «فرعون» مرادفًا للاستبداد والقمع في القرن التاسع عشر. تغَّيرت هذه النظرة في عصر التنوير وتغيّر الاهتمام بمصر القديمة بعد استكشافات الاستعمار في أواخر القرن الثامن عشر فغدت نموذجًا للثقافة الغربية إذ تأثرت بها تصميماتهم في العمارة الكلاسيكية.

## النصوص الكلاسيكية
قدم هيرودوت في كتابه «تاريخ هيرودوتس» الثاني وصفًا مفصلًا وإن كان مُتخيلًا بشكل أكبر لمصر القديمة. أثنى هيرودوت على إخلاص المصريين وحفظ الفلاحين للتاريخ بشكل شفهي. ذكر هيرودوت العديد من الحيوانات التي كانت مصر موطنًا لمعرفتها. منها طائر الفينيق الأسطوري والثعبان المجنح ووصفًا غير دقيق لفرس النهر والأفعى ذات القرون. كان هيرودوت شديد الانتقاد بشأن القصص التي سمعها من الكهنة في القرن الأول قبل الميلاد. لكن ديودوروس سيكولوس -الذي زار مصر الهلنستية في القرن الأول قبل الميلاد- أشاد بما قاله الكهنة أن العديد من الفلاسفة اليونانيين المشهورين درسوا في مصر. ذكر كل من بلوتارخ وديوجانس اللايرتي (القرن الثالث) أن طاليس درس في مصر بينما لا يوجد شيء معروف حقًا عن طاليس في عصره. أفاد يامبليخوس الخلقيسيس بالقرن الثالث الميلادي بأن فيثاغورس درس في مصر لمدة اثني وعشرين عامًا.
تعتبر مصر أم للدين والحكمة والفلسفة والعلوم وفقًا للنصوص الكلاسيكية.
استمرت مصر في كونها مصدرًا للعجائب بالنسبة للرومان حتى بعد قربها من المجال الاقتصادي والسياسي الروماني، هناك دائمًا شيئًا جديدًا يصدر من أفريقيا. تتجلى الحيوانات الأسطورية في الفسيفساء «النيلية» الموجودة في مغارات مدينة بالسترينا، وهي فسيفساء موضوعة في الأرضية تعود للعصر الهلنستي المتأخر، أيضًا تطورت الأيقونات الدينية الرومانية لإيزيس «إلهة الإسكندرية» التي اتبعها الكثير من الرومانيين، وهربوقراطس «إله الصمت» والتوفيق بين الاديان في سيرابيس.

## الكتاب المقدس
ذُكرت مصر ستمئة وإحدى عشرة مرة في الكتاب المقدس بداية من سفر التكوين 12:10 وحتى سفر الرؤيا 11: 8. تُرجمت النسخة السبعونية -وهي التي عرف من خلالها معظم المسيحيين الكتاب المقدس العبري- في الإسكندرية. من المعروف عنها أنه على الرغم من أن العلماء قرروا العمل على نصوصها بشكل مستقل إلا إن كل منهم وصل إلى نفس الترجمة.

## العصور الوسطى وعصر النهضة
فقد الغرب الاتصال المباشر بمصر وثقافتها بعد الفتح الإسلامي لمصر في القرن السابع. ذُكرت مصر في التفسيرات التوراتية في العصور الوسطى بأوروبا. كانت هذه التفسيرات غير واقعية في كثير من الأحيان، إذ كان علم دراسة الأيقونات وأسلوب الفن المصري القديم والهندسة المعمارية والأزياء غير معروفين في الغرب إلى حد كبير. صوّرت مخطوطات العصور الوسطى الأحداث الدرامية لإيجاد موسى والضربات العشر في مصر وشق البحر الأحمر وقصة يوسف في مصر، ومن العهد الجديد رحلة الهرب إلى مصر. كان تفسير الكتاب المقدس لاهوتيًا بطبيعته ولم يكن له علاقة تُذكر بالبحث التاريخي. كان المنتج الأساسي للصيدلانيين بالعصور الوسطى هو الموميا (بالإنجليزية: Mummia) ويُحضَّر عن طريق سحق الأجسام المحنطة.